# Речной вокзал
Речной вокзал — сооружение или комплекс сооружений, предназначенное для обслуживания пассажиров речного транспорта, а также обработки их багажа. Основные части речного вокзала — вокзальное здание и причалы (перроны).

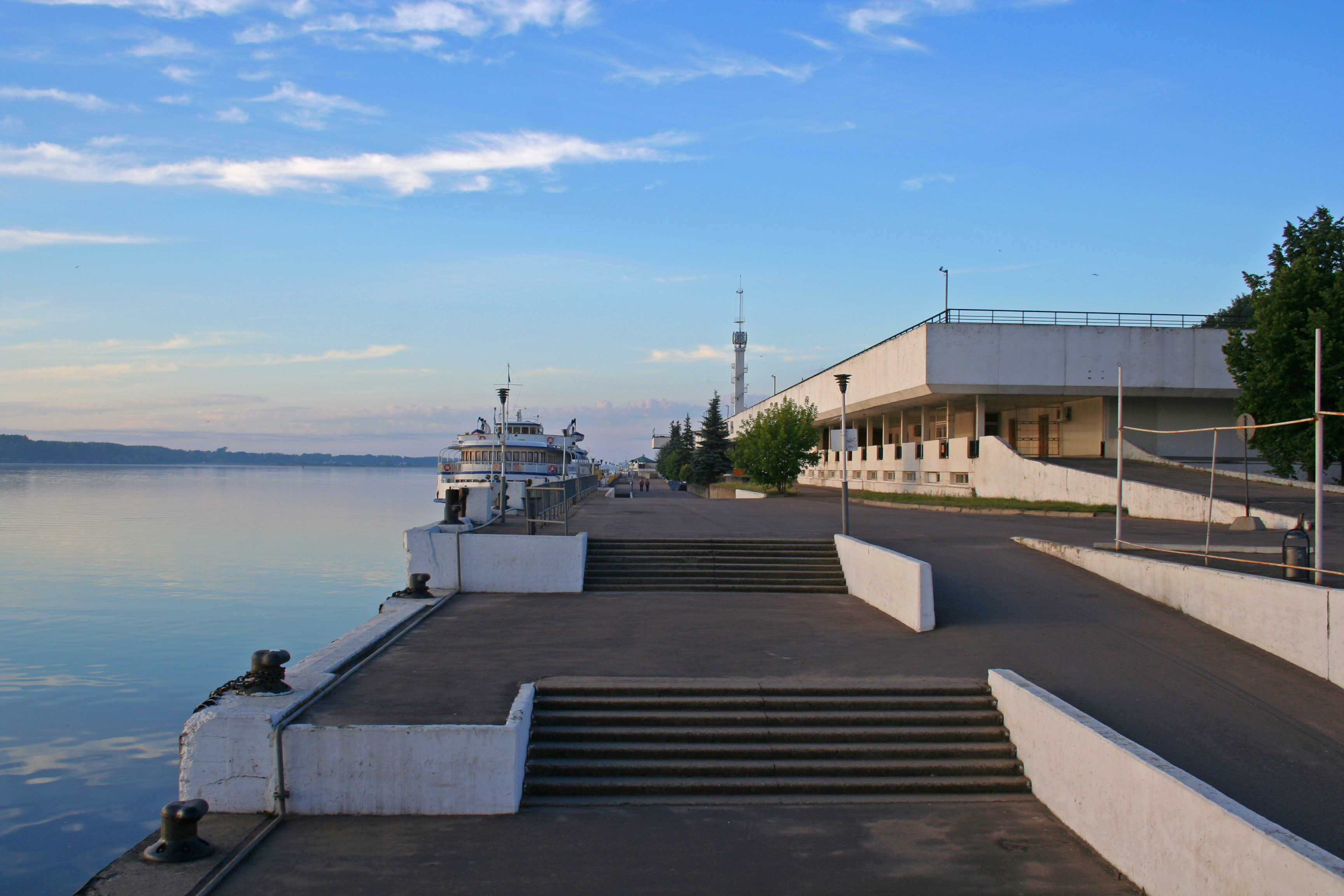
Речной вокзал в Ярославле (1985)

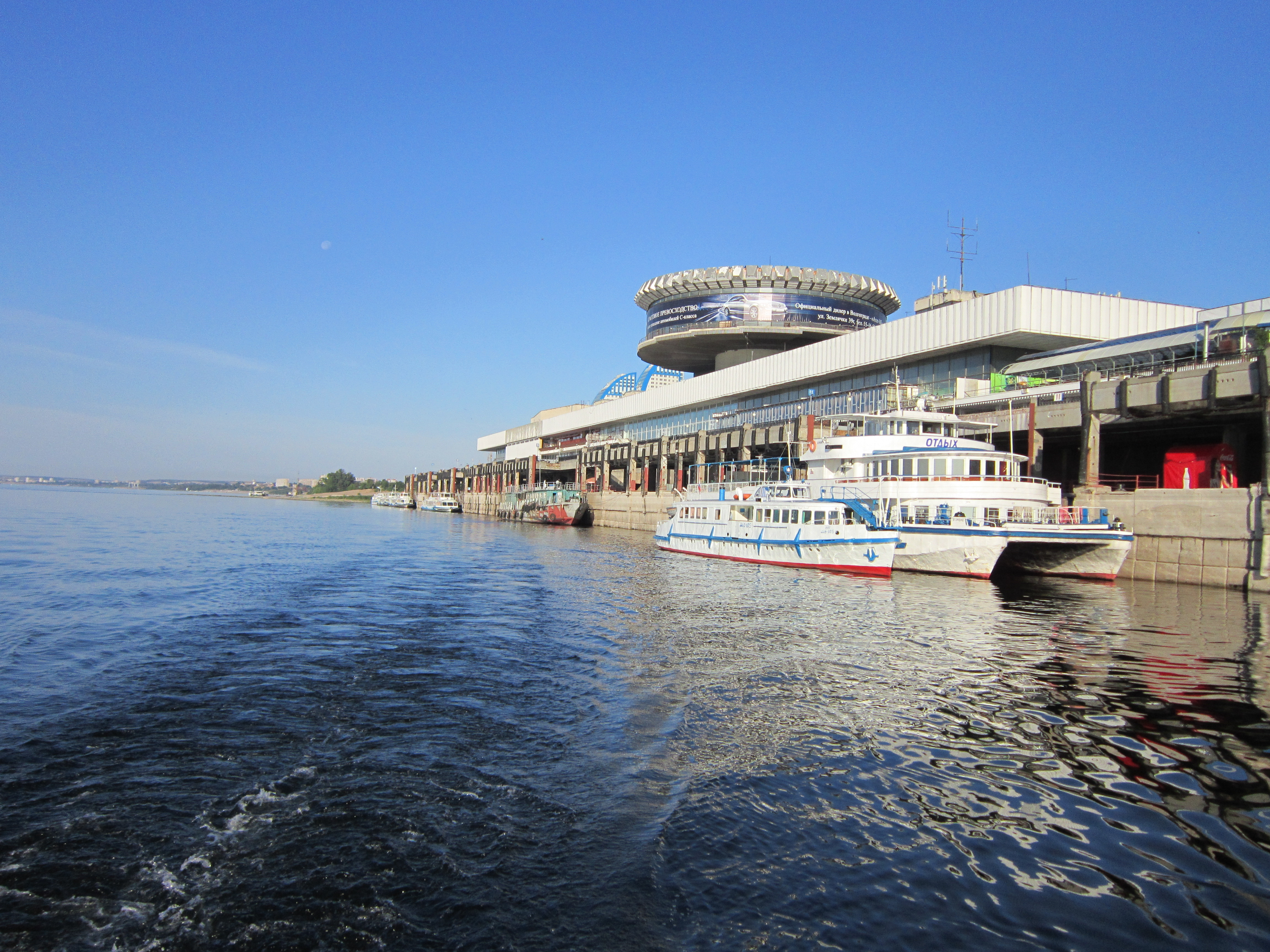
Волгоградский речной вокзал (2011)

Так как уровень воды подвержен сезонным колебаниям, на перронах используют плавучие причалы — дебаркадеры, посадочные площадки на разных уровнях и специальные трапы.
В роли плавучего речного вокзала может выступать дебаркадер.
По своим функциям, и, следовательно, внутреннему устройству, здание речного вокзала примерно соответствует зданиям железнодорожного и автобусного вокзалов. Здесь также имеются билетные кассы, зал ожидания, предприятия общественного питания и мелкорозничной торговли и т. п.
К комплексу речного вокзала также часто относится привокзальная площадь.
В СССР речные вокзалы делились по вместимости на малые (25-100 чел.), средние (100—500 чел.) и большие (500—900 чел.).
Существуют речные вокзалы, совмещённые с вокзалами для других видов транспорта. 
Выбор места расположения речного вокзала определяется многими факторами, в том числе условиями навигации, гидрогеологическими условиями, а также удобством транспортных связей с основными транспортными артериями города.
В СССР первые стационарные речные вокзалы начали строиться в первой половине тридцатых годов XX века. К первому поколению речных вокзалов относится, в частности, Северный речной вокзал Москвы.
Здание речного вокзала в Красноярске (построено в 1948—1952 годах, архитектор Александр Голубев) на Всемирной выставке в Брюсселе в 1958 году было удостоено Почётной грамоты и серебряной медали.
Крупнейший речной вокзал в России, как и в Европе, находится в Волгограде. Длина здания практически равняется длине Красной площади в Москве и составляет 296 м, ширина — 36 м, а высота по верхней точке — 47 м. Здание построено на намытой территории. К вокзалу одновременно могут причаливать 6 теплоходов. Зал ожидания рассчитан на 700 человек. В комплекс речного вокзала входит также концертный зал на 1000 мест. Решение о строительстве объекта было принято в 1964 году, проект был разработан главным архитектором Ленинградского института «Ленгипроречтранс» Тимофеем Садовским. Строительство началось в 1967 году, первая очередь была сдана в эксплуатацию в 1980 году. Вторая очередь, включающая в себя Центральный концертный зал, была открыта в 1989 году.